# SMS Adler (1884)
De SMS Adler was een kanonneerboot van de Kaiserliche Marine. Het schip liep van stapel op 3 november 1883 op de Keizerlijke werf in Kiel. Op 5 september 1888 beschoot ze Manono en Apolima: bolwerken van troepen van de machthebbers op Samoa.
Het schip verging op 16 maart 1889 in een storm bij Apia, de hoofdstad van Samoa, tijdens de Samoacrisis.

## Voortstuwing
- 3-cilinder dubbel-expansie stoommachine
- Kolengestookte ketels
- Snelheid: 11.0 knopen

## Bewapening
- 5 pits kanon 12,5 cm
- afweersgeschut 3,7 cm